# 대구공산초등학교
대구공산초등학교는 대한민국 대구광역시 동구 백안동에 있는 공립 초등학교다.

## 학교 연혁
- 1923년 10월 2일 공산공립보통학교(4년제 2학급) 개교
- 1929년 3월 31일 6년제 4학급 편성
- 1938년 4월 1일 공산공립심상소학교로 개칭[1]
- 1941년 4월 1일 공산공립국민학교로 개칭[2]
- 일자미상 공산공립국민학교 평광분교 설립 인가
- 1948년 8월 28일 평광분교장 개교
- 1957년 11월 6일 대구시로 편입
- 1963년 1월 1일 행정구역 변경(달성군 환원)
- 일자미상 공산국민학교 신무분교 설립 인가
- 1963년 1월 1일 평광분교장 해서국민학교 이관
- 1963년 3월 1일 신무분교장 개교
- 일자미상 공산국민학교 용수분교 설립 인가
- 1963년 6월 1일 용수분교장 개교
- 일자미상 공산국민학교 능성분교 설립 인가
- 1966년 3월 1일 능성분교장 개교
- 1981년 7월 1일 대구직할시로 편입(대구공산국민학교)[3]
- 1985년 1월 15일 병설유치원 설립인가
- 1988년 9월 1일 능성분교장·신무분교장·용수분교장 폐교 및 본교 통폐합
- 1992년 3월 28일 청솔관(강당) 준공식
- 1996년 3월 1일 대구공산초등학교로 개칭[4]
- 2002년 12월 30일 본관 앞 소나무동산 조성
- 2003년 11월 5일 학교 방송실 설치
- 2004년 3월 4일 유치원 놀이시설 완공
- 2007년 9월 21일 과학실 현대화 사업
- 2007년 11월 13일 본교 도서관 (솔향기 도서관) 개관
- 2018년 1월 24일 학교 영상방송 시설 개선
- 2019년 2월 1일 제93회 졸업식(10명 졸업, 누계 7,365명)
- 2019년 3월 1일 제37대 김성애 교장 부임
- 2020년 2월 12일 제94회 졸업식(20명 졸업, 누계 7,385명)

## 학교 상징
- 교화 - 개나리
- 교목 - 소나무

## 참고 자료
- 대구공산초등학교 - 한국교육학술정보원 학교알리미